# Pokémon Mystery Dungeon: Red Rescue Team och Blue Rescue Team
Pokémon Mystery Dungeon: Red Rescue Team och Blue Rescue Team (ポケモン不思議のダンジョン 青の救助隊&赤の救助隊 Pokemon Fushigi no Danjon Ao no Kyūjotai & Aka no Kyūjotai?) är två datorrollspel som utvecklades av Chunsoft, gavs ut av The Pokémon Company, och distribuerades av Nintendo till Game Boy Advance (Red) och Nintendo DS (Blue). Spelen är crossovers mellan de två serierna Pokémon och Mystery Dungeon.
Bägge versionerna gavs ut den 17 november 2005 i Japan, den 18 september 2006 i Nordamerika, den 28 september 2006 i Australien och den 10 november 2006 i Europa. Blue Rescue Team gavs också ut den 30 augusti 2007 i Sydkorea.